# Municipio de Brown (condado de Morgan)
El municipio de Brown (en inglés: Brown Township) es un municipio ubicado en el condado de Morgan en el estado estadounidense de Indiana. En el año 2010 tenía una población de 12973 habitantes y una densidad poblacional de 221,67 personas por km².

## Geografía
El municipio de Brown se encuentra ubicado en las coordenadas 39°35′37″N 86°22′36″O / 39.59361, -86.37667. Según la Oficina del Censo de los Estados Unidos, el municipio tiene una superficie total de 58.52 km², de la cual 57.82 km² corresponden a tierra firme y (1.2%) 0.7 km² es agua.

## Demografía
Según el censo de 2010, había 12973 personas residiendo en el municipio de Brown. La densidad de población era de 221,67 hab./km². De los 12973 habitantes, el municipio de Brown estaba compuesto por el 97.68% blancos, el 0.24% eran afroamericanos, el 0.29% eran amerindios, el 0.47% eran asiáticos, el 0.02% eran isleños del Pacífico, el 0.23% eran de otras razas y el 1.08% pertenecían a dos o más razas. Del total de la población el 1.01% eran hispanos o latinos de cualquier raza.